# الخوير
الخوير، بلدة زراعية إلى الشرق من منطقة حائل، وتبعد عنها حوالي 160 كلم. تجاور بلدة الأجفر من الشرق.

## التسمية
الخوير .